# Ialoveni
Ialoveni (Яловень) est une ville de Moldavie, située à 10 km de la capitale, Chișinău. Ialoveni est le centre administratif du district du même nom.

## Histoire
Ialoveni est fondée en 1502[réf. souhaitée].
La localité est réorganisée en agglomération urbaine en 1977, elle prend alors le nom de « Koutouzov »  et devient le centre du district de même nom. Elle reprend son nom de « Ialoveni » en 1989 quand la Moldavie accède à l'indépendance. Ialoveni acquiert le statut de ville en 1994. Le 27 décembre 2001, elle devient le centre du district de Ialoveni.

## Jumelages et partenariats
Ialoveni a conclu des accords de collaboration, partenariat ou jumelage :
- en  Bulgarie
  - avec Radnevo, depuis 2008 ;
- en  Corée du Sud
  - avec Pocheon, depuis 2005 ;
- en  Italie
  - avec Force, depuis 2002,
  - avec Montefortino, depuis 2002 ;
- en  Pologne
  - avec Lesznowola, depuis 2004 ;
- en  Roumanie
  - avec Ineu, depuis 2016,
  - avec Pașcani, depuis 2011,
  - avec Tomești, depuis 2008,
  - avec Topraisar, depuis 2001 ;
- en  Slovaquie
  - avec  Senec, depuis 2016.